# Guinea Airways
Guinea Airways es una aerolínea con base en Malabo, Guinea Ecuatorial. Fue fundada y comenzó a operar en 2007 y efectúa vuelos regular y charter domésticos. Su principal base de operaciones es el Aeropuerto Internacional de Malabo.
La aerolínea fue la primera compañía en introducir los estándares de calidad JAA en África y en concreto en Guinea Ecuatorial, ganándose su reputación por ello.

## Flota
La flota de Guinea Airways incluye los siguientes aviones (a febrero de 2008):
- 1 Embraer EMB 120 Brasilia